# Sabia japonica
Sabia japonica är en tvåhjärtbladig växtart som beskrevs av Carl Maximowicz. Sabia japonica ingår i släktet Sabia och familjen Sabiaceae. Utöver nominatformen finns också underarten S. j. sinensis.